# Dance-rock
Dance-rock é um gênero musical do rock com infusão da música dance. É um gênero pós-disco relacionado com pop rock e pós-punk com uma influência menor de rhythm and blues, originado no início dos anos 80, após a morte dominante do punk rock e da música disco.